# Willard Grant Conspiracy
Willard Grant Conspiracy was een Americana-band, in 1995 opgericht in Boston en later opererend vanuit Californië.
De band is opgericht door Robert Fisher en Paul Austin en opereert als een collectief, met zanger Robert Fisher als enig vast lid en daarnaast tot 30 andere muzikanten die af en toe een bijdrage leveren, zowel in de studio als bij live-optredens.
De stem van Fisher en de stijl van de muziek is vergeleken met zowel John Cale als Johnny Cash. De meeste nummers zijn akoestisch.
WGC brengt haar muziek uit bij Glitterhouse Records; in het verleden deden ze dit bij Rykodisc en Kimchee Records. In 2005 en 2006 maakte de band een uitgebreide tour door 23 landen, waaronder een optreden op het South by Southwest-festival. Tijdens deze tour zijn ze ook meerdere malen te zien geweest op de Nederlandse podia.
Ook in 2008 is de band weer op tour, waar ook nu Nederland weer vaak aan te pas komt.
Hun album Regard The End uit 2003 is op een bijzondere manier tot stand gekomen: de tape lag in een studio en af en toe kwamen er bandleden langs om hun deel op te nemen.
Robert Fisher stierf op 13 Februari 2017 aan de gevolgen van kanker. Hij is 59 jaar geworden.

## Discografie
- 3am Sunday @ Fortune Otto's (1996)
- Flying Low (1998)
- Weevils In The Captain's Biscuit (1998)
- Mojave (1999)
- The Green, Green Grass Of Slovenia (2000)
- Everything's Fine (2000)
- In The Fishtank 8 (2002)
- Regard The End (2003)
- From A Distant Shore: Live In The Netherlands (2004)
- There But for The Grace Of God (2004)
- Let It Roll (2006)
- Pilgrim Road (2008)
- Paper Covers Stone (2009)
- Ghost Republic (2013)
- Untethered (2018)